# Pedicularis elliotii
Pedicularis elliotii là loài thực vật có hoa thuộc họ Cỏ chổi. Loài này được Tsoong mô tả khoa học đầu tiên năm 1955.